# Parafia Świętej Trójcy w Hajnówce
Parafia Świętej Trójcy (poprzednie wezwanie: św. Mikołaja) – parafia prawosławna w Hajnówce, w dekanacie Hajnówka diecezji warszawsko-bielskiej.
Na terenie parafii funkcjonuje 1 cerkiew:
- sobór Świętej Trójcy w Hajnówce – parafialna

## Historia
Pierwszym prawosławnym obiektem sakralnym w Hajnówce była czasownia (późniejsza kaplica) pod wezwaniem Kazańskiej Ikony Matki Bożej, urządzona w 1925 r. w prywatnym mieszkaniu (przy ulicy 3 Maja), podlegająca parafii Zaśnięcia Bogurodzicy w Dubinach.
Samodzielna parafia hajnowska została erygowana 26 maja 1942 r. Na cerkiew parafialną (pod wezwaniem św. Mikołaja) zaadaptowano drewniany budynek nadleśnictwa. W grudniu tegoż roku założono cmentarz parafialny. W 1953 r. wzniesiono cerkiew cmentarną pod wezwaniem Wszystkich Świętych. W latach 1973–1983 zbudowano nową świątynię parafialną – sobór Świętej Trójcy. Cerkiew św. Mikołaja przeniesiono w 1984 r. do Czyż, a następnie do Białegostoku. W 1986 r. w dawnej wsi Górne (obecnie ulica Górna), na cmentarzu ofiar okupacji hitlerowskiej zbudowano drewnianą kaplicę Kazańskiej Ikony Matki Bożej, nawiązującą wezwaniem do pierwszej hajnowskiej świątyni prawosławnej.
Z parafii Świętej Trójcy erygowano:
- parafię Wniebowstąpienia Pańskiego w Orzeszkowie (1982 r.),
- parafię Narodzenia św. Jana Chrzciciela w Hajnówce (1996 r.),
- parafię św. Dymitra w Hajnówce (1996 r.).

Przy parafii działa jedyne w Polsce, utworzone w 1996 r. Prawosławne Studium Psalmistów i Dyrygentów Cerkiewnych.
Od 2002 r. parafia jest gospodarzem Międzynarodowego Festiwalu „Hajnowskie Dni Muzyki Cerkiewnej”.

## Wykaz proboszczów
- 1942–1951 – ks. Serafim Żeleźniakowicz
- 1951–1995 – ks. Antoni Dziewiatowski
- od 1995 – ks. Michał Niegierewicz